# Colotis antevippe
Colotis antevippe är en fjärilsart som först beskrevs av Jean Baptiste Boisduval 1836.  Colotis antevippe ingår i släktet Colotis och familjen vitfjärilar.
Artens utbredningsområde är Senegal. Inga underarter finns listade i Catalogue of Life.

## Bildgalleri

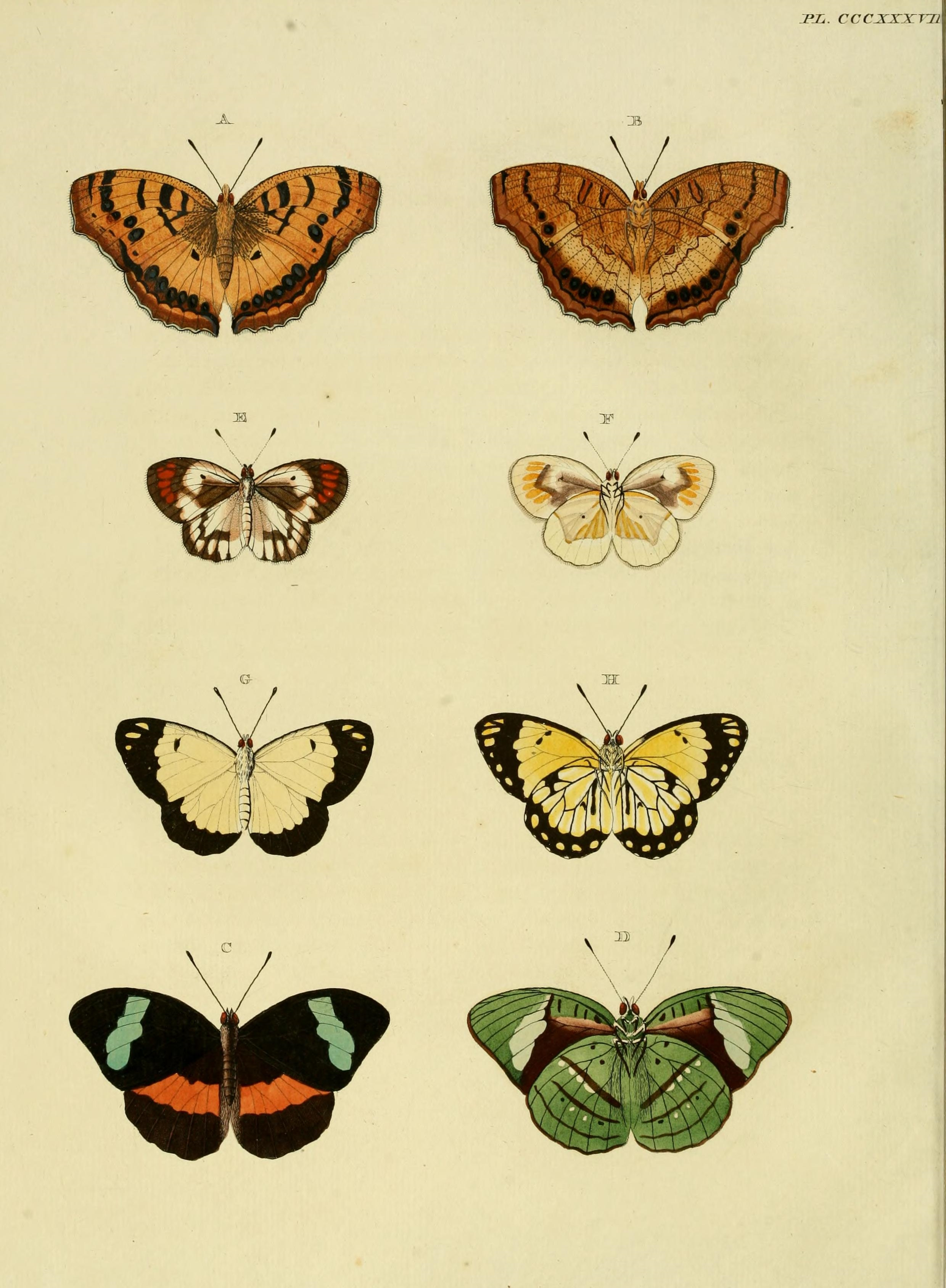